# Louis-Frédéric de Rutté

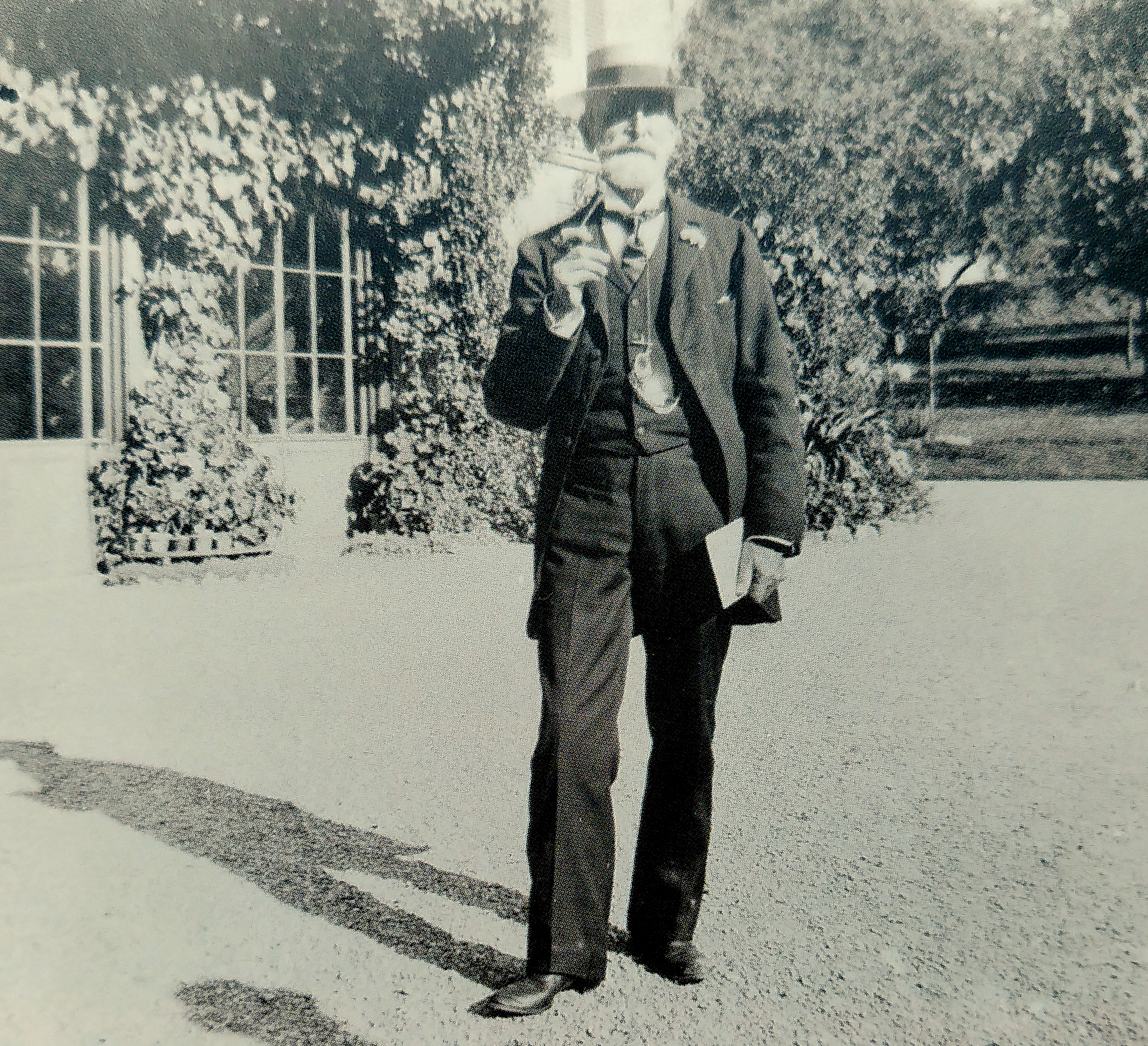
Friedrich Ludwig von Rütte im Garten seines Gutes in Sutz

Louis-Frédéric de Rutté (* 15. April 1829 in Sutz; † 4. Oktober 1903 in Bern), eigentlich Friedrich Ludwig von Rütte, auch von Rütti, war ein Schweizer Architekt.

## Familie, Ausbildung und Karriere
Louis-Frédéric de Rutté wurde 1829 als jüngster Sohn von David Sigmund von Rütte, Pfarrer in Sutz, und dessen Ehefrau Maria Sofie Adelheid (geb. Gatschet) geboren. Seine älteren Brüder waren der Pfarrer und Botaniker Albert von Rütte (1825–1903) und der 1826 geborene Kaufmann Théophile de Rutté. Nach dem Besuch des Gymnasiums in Bern und einem Sprachaufenthalt in Lausanne war Louis-Frédéric de Rutté 1848 im Berner Burgerbuch als Baulehrling bei Robert Roller bezeichnet. Anschliessend studierte er am Polytechnikum Karlsruhe Architektur. Es folgten mehrere Italienreisen, dann die Anstellung bei Pierre-Charles Dusillon, einem Pariser Architekten, der eine Niederlassung in Mülhausen besass. Bei diesem arbeitete er als Bauleiter am Schloss Schadau bei Thun. 
Von 1855 bis zur Annexion Elsass-Lothringens 1871 führte de Rutté in Mülhausen sein eigenes grosses Architekturbüro, dessen prächtige, schlossartige Residenzen wie das Château Voucher (1867–1868) oder Ermitage (1868) herausstechen. In der Schweiz baute er in diesem Zeitraum etwa die Villa Bühler in Winterthur (1867–1869).
Nach seiner Rückkehr nach Bern 1871 baute er die Campagne der von Rütte in Sutz aus. In Biel errichtet er das Museum Schwab (1871–1873), in Bern das Verwaltungsgebäude der Bern-Jura-Bahn, heute Generaldirektion der Schweizerischen Bundesbahnen (1874–77).
Sein Werk umfasst vorwiegend Villen und repräsentative öffentliche Gebäude, deren stilistisches Repertoire dem damals vorherrschenden Historismus verpflichtet war.
Louis-Frédéric de Rutté starb am 4. Oktober 1903 im Alter von 74 Jahren in Bern.

## Galerie seiner Bauten

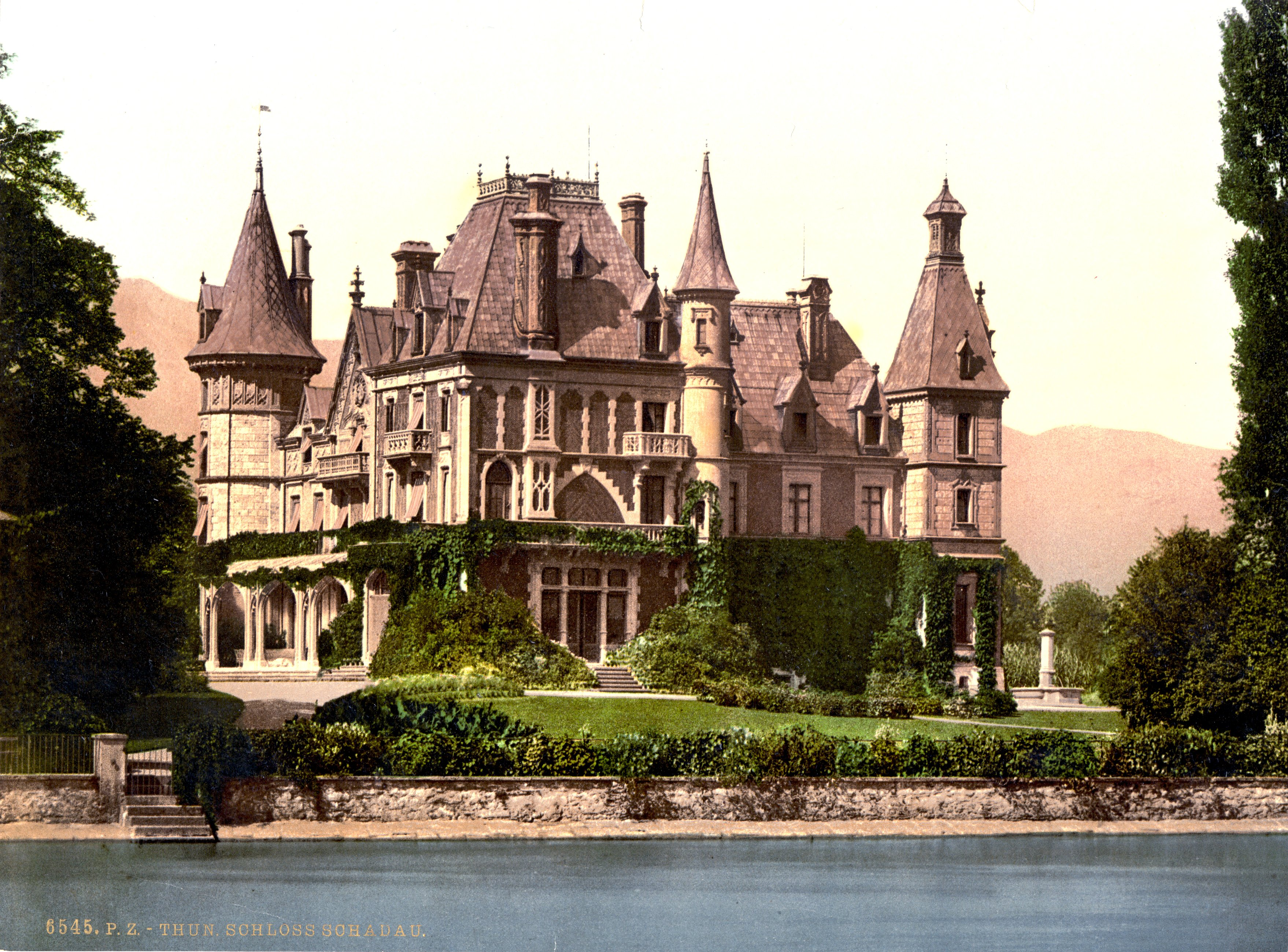
Bauleitung beim Schloss Schadau, Thun
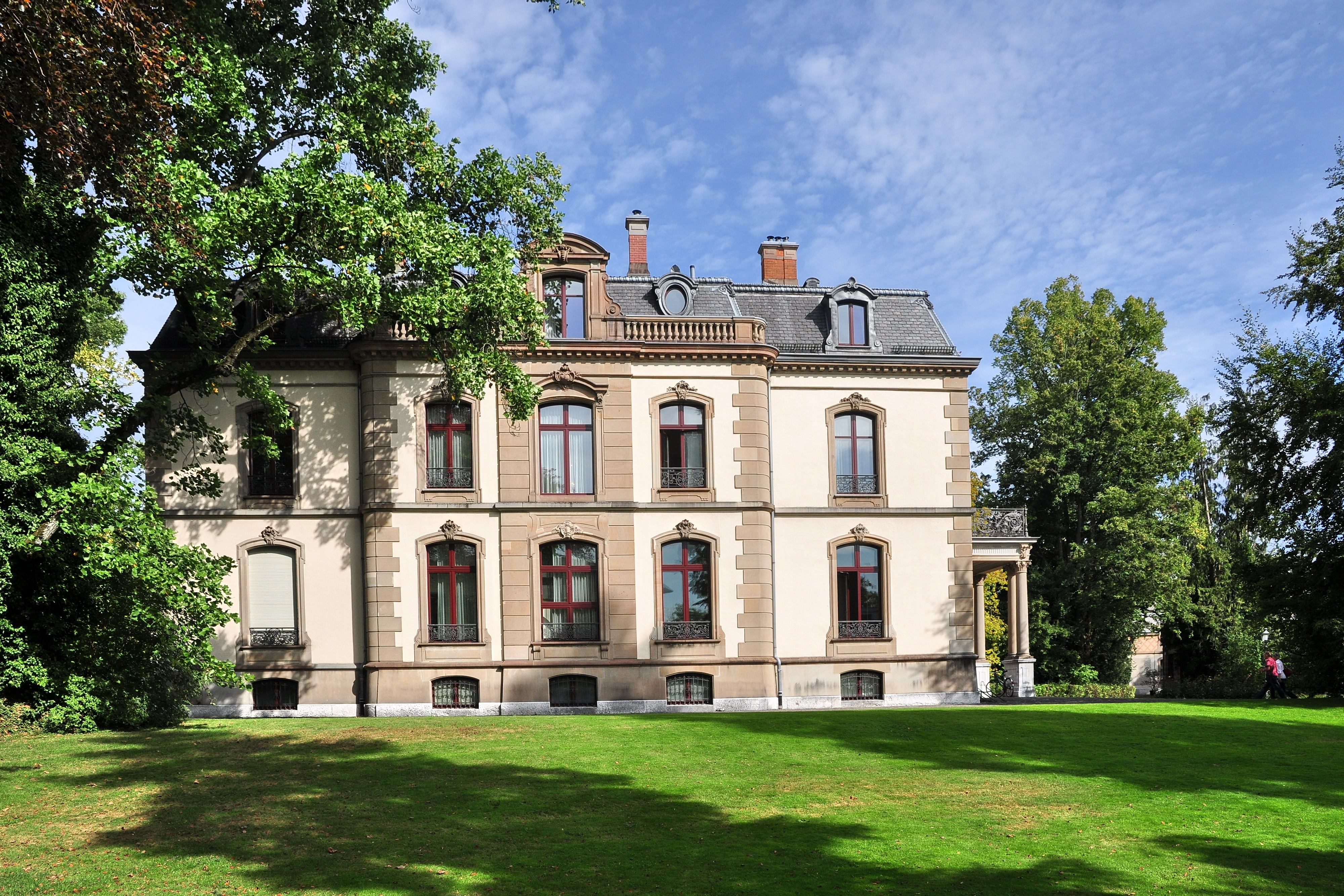
Villa Bühler-Egg, Winterthur 1867–1869
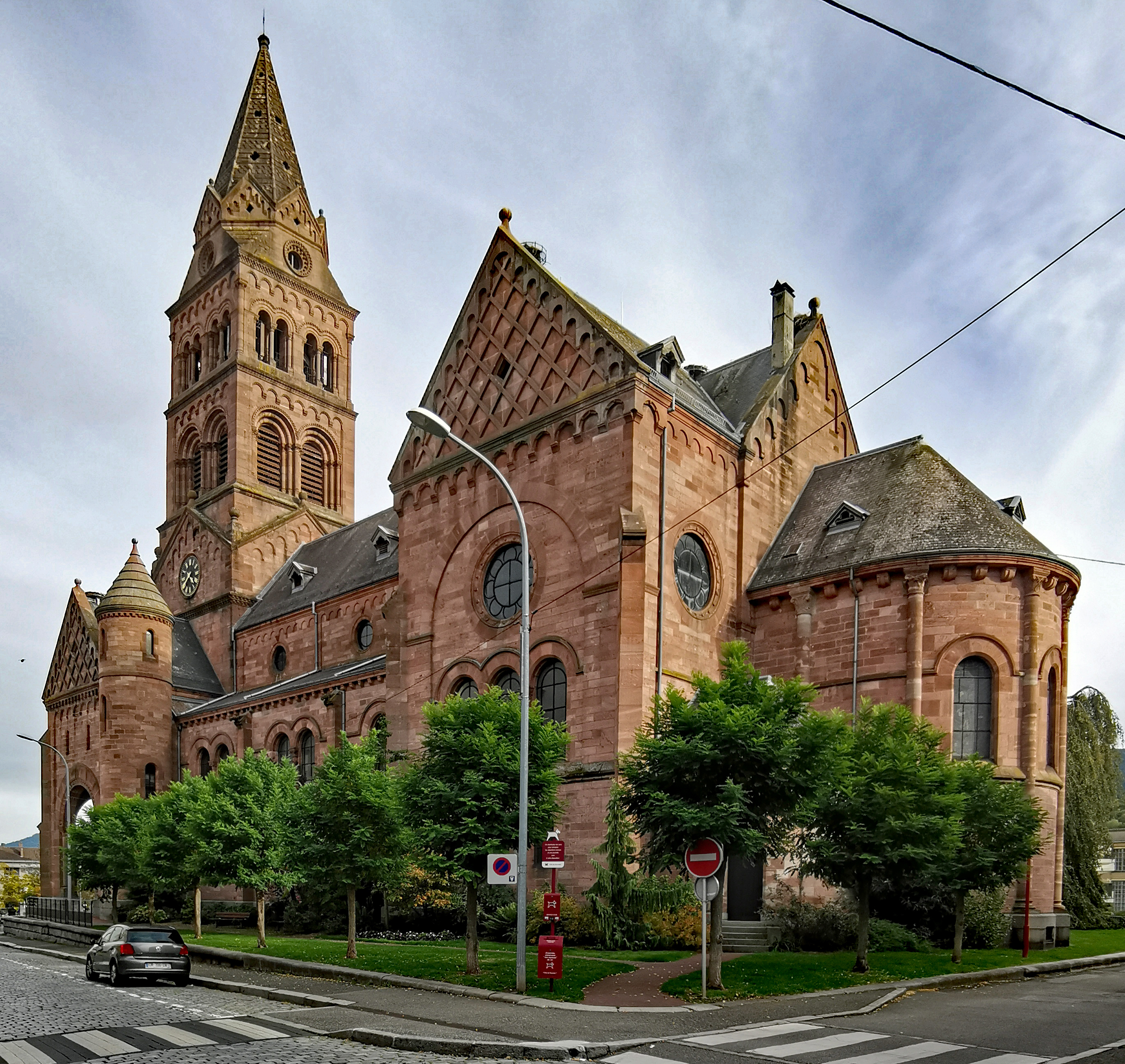
Evangelische Kirche Munster 1867–1874
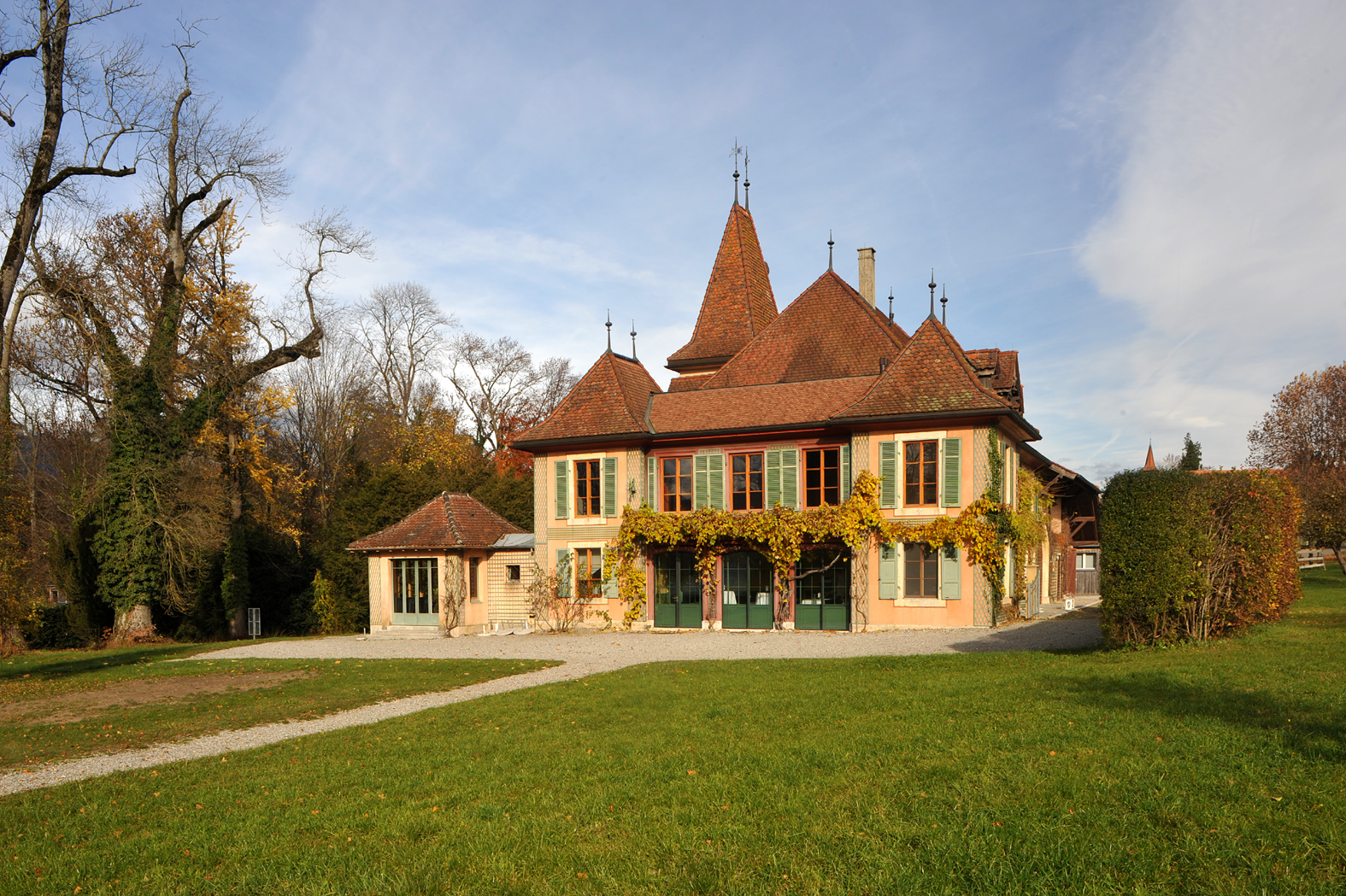
Das Von-Rütte-Gut in Sutz, Familiensitz und ab 1871 durch den Architekten ausgebaut
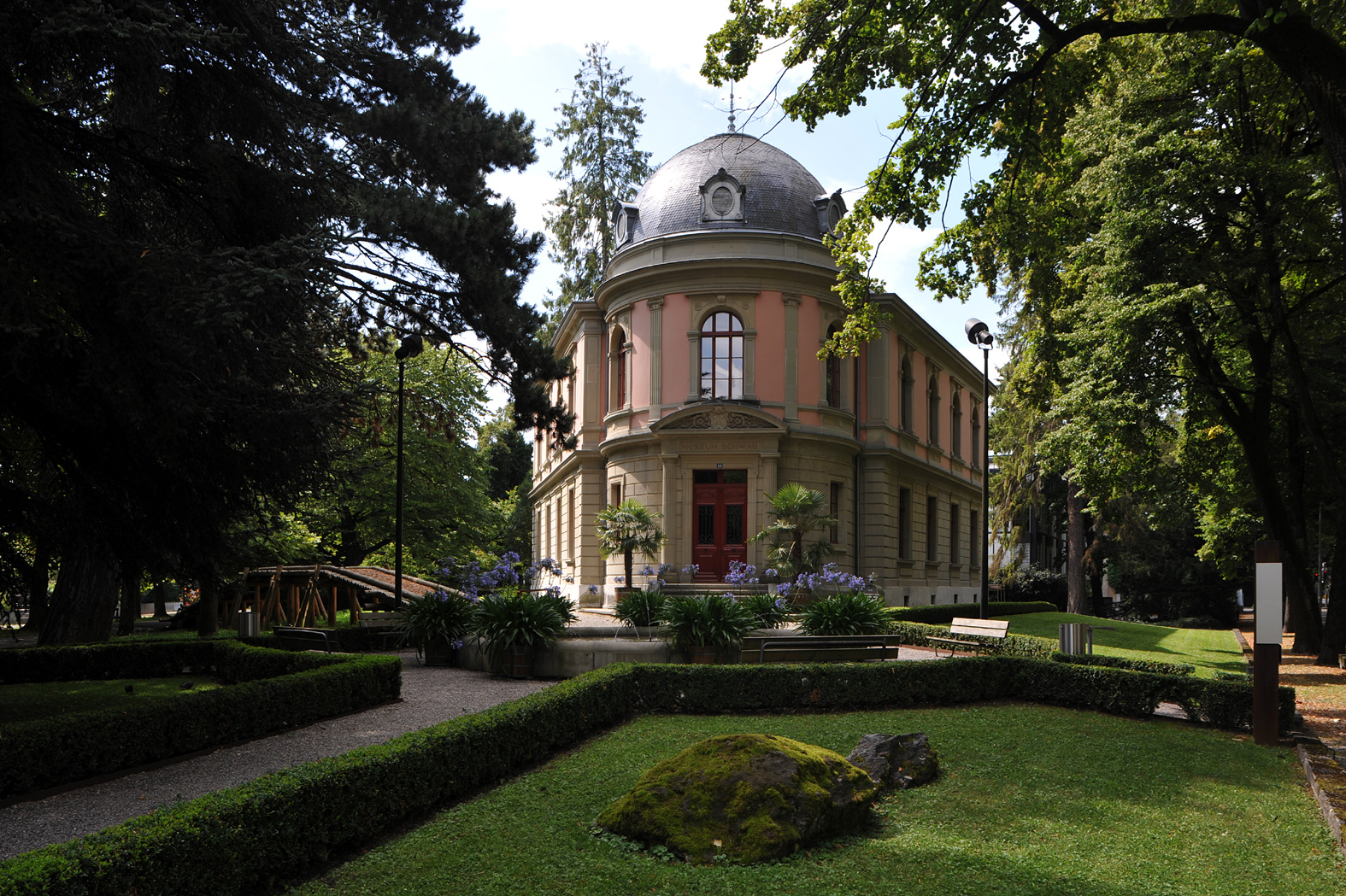
Das Museum Schwab in Biel, 1871–1873
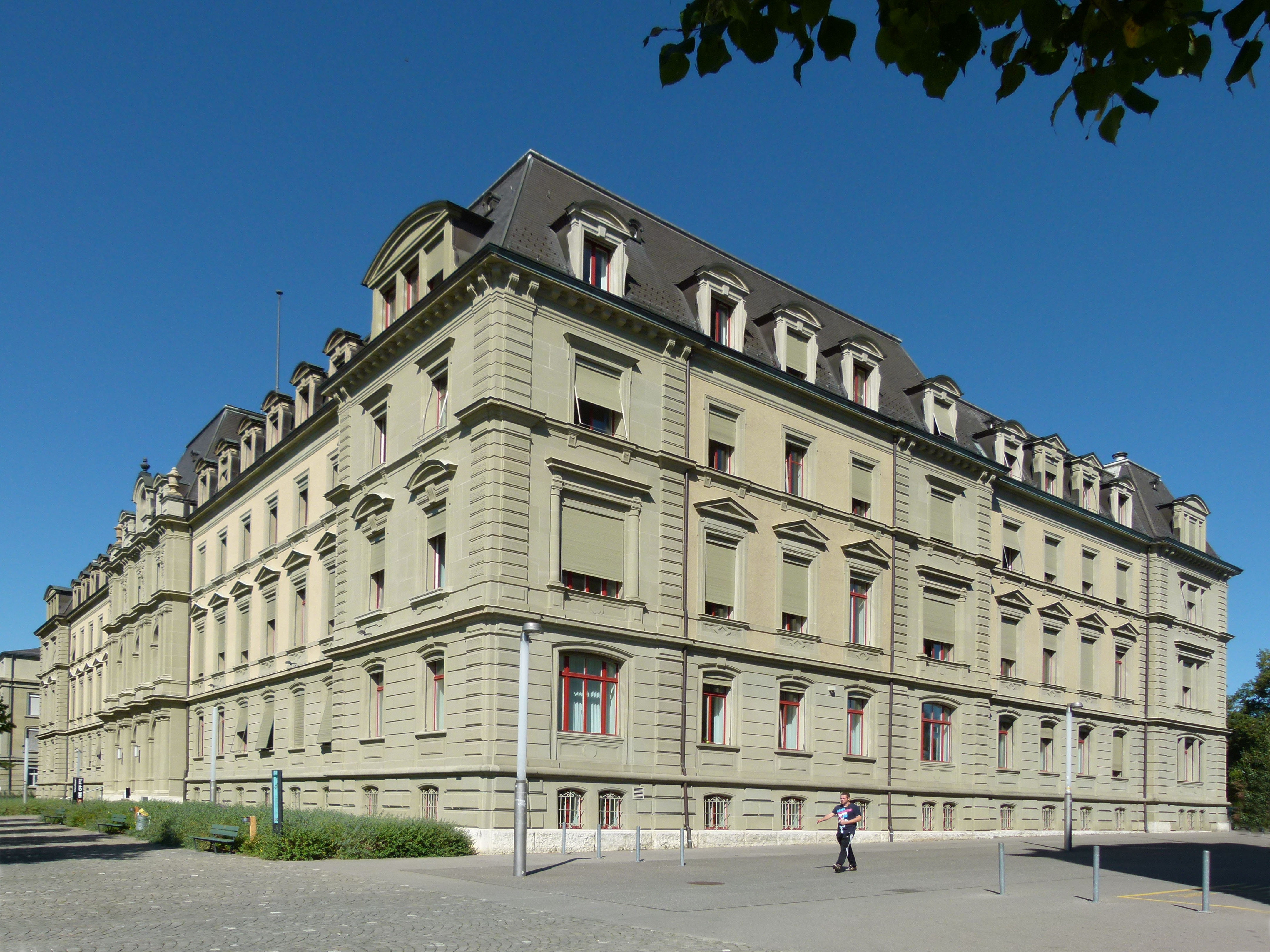
Verwaltungsgebäude der Bern-Jura-Bahn in Bern, 1874–1877